# Blang Luah (Darul Makmur)
Blang Luah is een bestuurslaag in het regentschap Nagan Raya van de provincie Atjeh, Indonesië. Blang Luah telt 1239 inwoners (volkstelling 2010).